# 新波克羅夫卡 (貝雷濟夫卡區)
47°26′18″N 30°48′15″E / 47.43833°N 30.80417°E
新波克羅夫卡（烏克蘭語：Новопокровка）是位於烏克蘭西南部的村莊，由敖德萨州贝雷济夫卡区的米科萊夫卡市鎮負責管轄。該村始建於1922年，面積0.69平方公里，海拔高度129米，2001年人口107，人口密度每平方公里155.07人。